# Varvsgatan

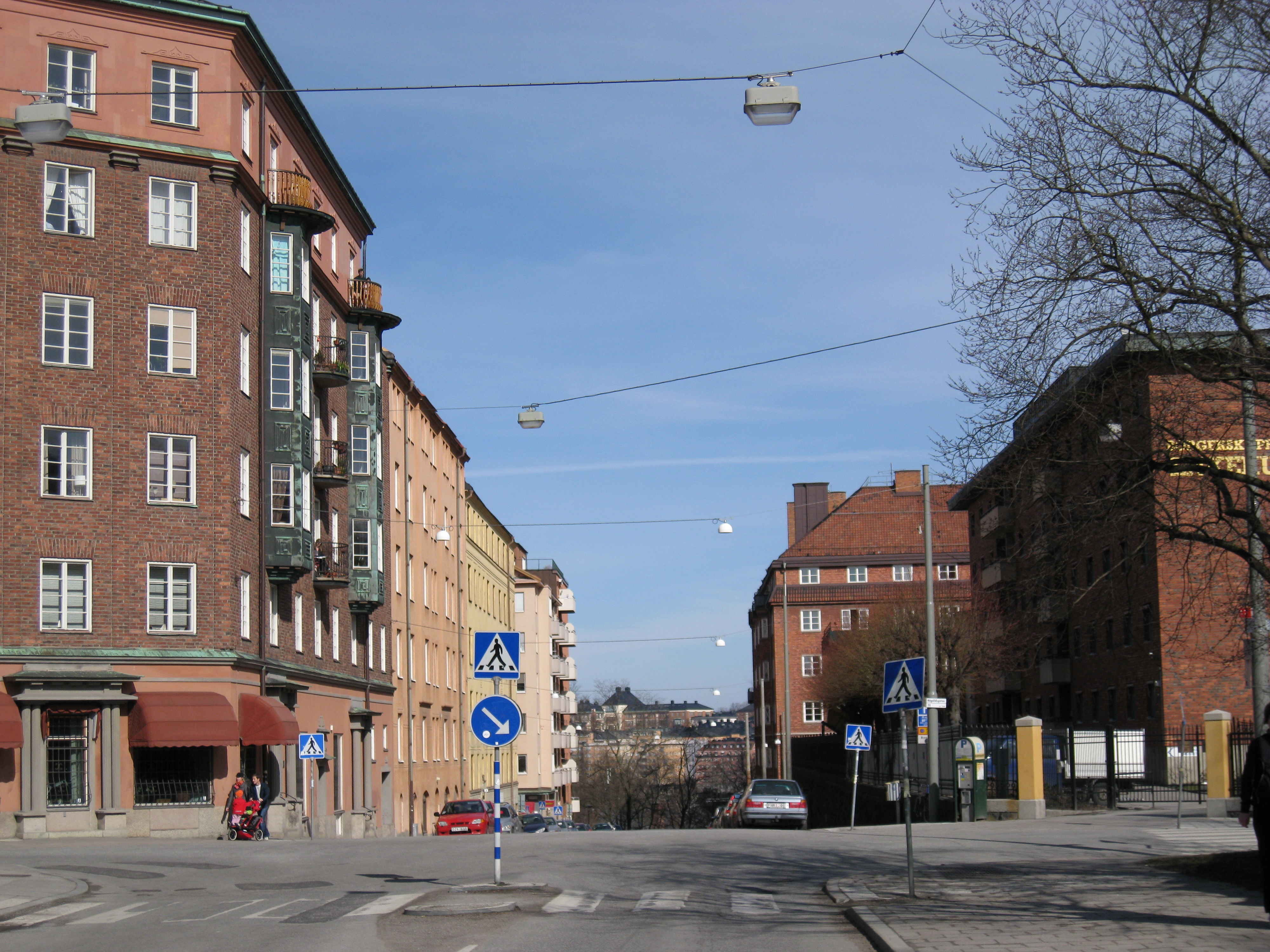
Varvsgatan norrut från Lundagatan. I bakgrunden, på andra sidan Riddarfjärden, ses Kungsholmen.

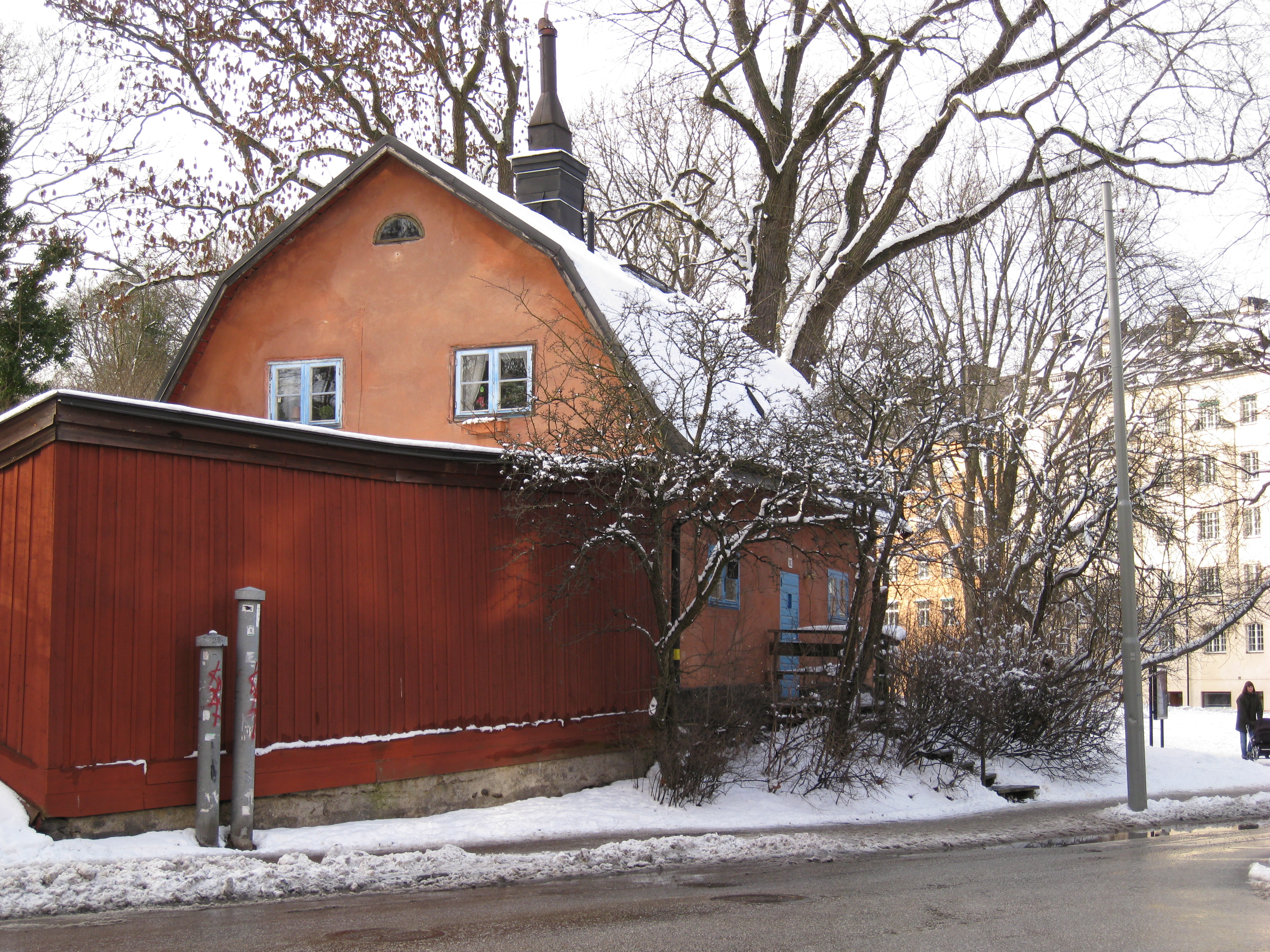
Grindvakten 1, malmgården Heleneborgs grindstuga från 1790-talet.

Varvsgatan är en 410 meter lång gata på Södermalm i Stockholm. Gatan sträcker sig från Heleneborgsgatan och Pålsundsparken i norr till Hornsgatan i söder. Vid Pålsundsparken går trappor ner till Söder Mälarstrand.

## Historik
Varvsgatan fick sitt namn (Varfsgatan) i samband med namnrevisionen 1885 inför nyregleringen av stadsplanen på västra Södermalm. Namnet syftar på Mälarvarvet på Långholmens östra udde. Det kan tyckas märkligt att man gav gatan detta namn, då det redan fanns en Varvsgatan på Djurgården och en av namnrevisionens uppgifter var att få bort dubbla gatunamn i staden.
Det ursprungliga namnet på gatan var Pipbruksgränden. Pipbruket som avsågs låg vid malmgården Heleneborg vid Pålsundet. Från 1739 drev Olof Forsberg där ”Tobaks Pipe Bruket”. Produktionen av kritpipor pågick till 1766. Pipbruksverksamheten avspeglas idag endast i ett enda gatunamn i staden, Pipmakartrappan (namngiven 1990), som går från Hornsgatan ner till Tantoområdet mittemot Kristinehovsgatan.
Heleneborgs grindstuga, som idag ligger kvar vid korsningen av Varvsgatan och Lundagatan inom Högalidsparkens område (se fastigheten Grindvakten 1), byggdes sannolikt av den dåvarande ägaren till Heleneborg, Johan Axel Een, som 1795 lät brandförsäkra en av honom uppförd portbyggnad. Invid Varvsgatan ligger malmgården Kristinehov och Borgarhemmet.
Fram till 1950-talet fortsatte Varvsgatan söder om Hornsgatan på en viadukt över den dåvarande sträckningen av Södra stambanan till Vårdhemmet Högalid i Lignaområdet.
Kvarteret Plankan vid gatans södra del mellan Hornsgatan och Lundagatan representerar det storskaliga bostadsbyggande som tog form under miljonprogrammet under 1960- och 1970-talen. Kvarteret, liksom det samtida Drakenbergsområdet på Hornsgatans södra sida, bryter mot Södermalms klassiska fastighetsindelade bebyggelse. I kvarteret Plankan har bebyggelsen placerats kring en stor gård med måtten 115×75 meter, den största moderna slutna innergården i Stockholm.